# 哈里·阿特
哈里·尼古拉斯·阿特（英語：Harry Nicholas Arter；1989年12月28日—）是一位愛爾蘭足球運動員。在場上的位置是中場。現效力於阿聯酋足球乙級聯賽球會精準。他也代表愛爾蘭各級青年國家隊參賽。